# Юдін Денис Русланович
Денис Русланович Юдін — майор Збройних сил України, військовий льотчик, учасник російсько-української війни, що відзначився у ході російського вторгнення в Україну. Герой України (2025).

## Життєпис
З першого дня повномасштабного вторгнення здійснив 300 бойових вильотів[відсутнє в джерелі]. Завдавав бомбових ударів по скупченню живої сили противника, підземних бункерах та боєкомплектах окупантів на Донеччині та Луганщині, по штурмовиках ворога на Запоріжжі. Брав участь у масштабних операціях зі звільнення острова Зміїний, Київщини, Харківщини і правобережжя Херсонщини. Завдавав бомбових ударів по командних пунктах, укріпленнях та піхоті в Курській та Бєлгородській областях РФ.
3 серпня 2025 року, у День Повітряних сил Збройних Сил України, Президент Володимир Зеленський у Києві вручив Денису Юдіну нагородні атрибути звання Герой України.

## Нагороди
- Звання Герой України з врученням ордена «Золота Зірка» (1 серпня 2025) — за особисту мужність і героїзм, виявлені у захисті державного суверенітету та територіальної цілісності України, самовіддане служіння Українському народові[2].
- Орден «За мужність» I ст. (23 серпня 2024) — за особисту мужність, виявлену у захисті державного суверенітету та територіальної цілісності України, самовіддане виконання військового обов'язку[3]
- Орден «За мужність» II ст. (8 листопада 2023) — за особисту мужність, виявлену у захисті державного суверенітету та територіальної цілісності України, самовіддане виконання військового обов'язку[4]
- Орден «За мужність» III ст. (14 березня 2022) — за особисту мужність під час виконання бойових завдань, самовіддані дії, виявлені у захисті державного суверенітету та територіальної цілісності України, вірність військовій присязі[5]
- Відзнака Президента України «За оборону України»[6].